# Schizostomella socialis
Schizostomella socialis är en mossdjursart som först beskrevs av George Busk 1859.  Schizostomella socialis ingår i släktet Schizostomella och familjen Adeonidae. Inga underarter finns listade i Catalogue of Life.